# Zodarion bactrianum
Zodarion bactrianum là một loài nhện trong họ Zodariidae.
Loài này thuộc chi Zodarion. Zodarion bactrianum được Kroneberg miêu tả năm 1875.